# Kølerfigur
En kølerfigur er en lille figur, som er fæstnet længst fremme på kølerhjelmen på en bil. Figuren symboliserer normalt bilmærket.
Blandt de mest kendte kølerfiguerer er Spirit of Ecstasy på Rolls-Royce, den tretakkede stjerne i en cirkel på Mercedes-Benz og en jaguar på Jaguar.
Kølerfigurer var populære fra 1920'erne til og med 1940'erne. Kølerfigurerne var til tider specialfremstillet til kunder, men var ofte specifikke for bilmærket. Efter 1940'erne blev de efterhånden mindre almindelige.
På moderne biler er kølerfigurer sjældne, dels fordi de ikke er moderne, og dels fordi de kan udgøre en fare ved kollisioner med fodgængere. Kølerfigurer har endvidere vist sig at tiltrække tyve og hærværk. På flere moderne biler med kølerfigur er det efterhånden sædvanligt, at kølerfiguren nedsænkes i kølerhjelmen enten ved et tryk på en knap, eller når tændingen tages.

## Galleri
- Mercedes-Benz berømte tre-takkede stjerne, her i en udgave fra 1930
- Jaguar benytter en stiliseret jaguar som kølerfigur
- Den britiske bilproducent Austin benyttede et "Flyvende A" som kølerfigur
- Kølerfigur på en Škoda